# Leucodon immersus
Leucodon immersus là một loài Rêu trong họ Leucodontaceae. Loài này được Lindb. mô tả khoa học đầu tiên năm 1870.